# Afrabrücke
Die Afrabrücke (auch Hochzoller Lechbrücke) ist eine Brücke in Augsburg, die über den Lech führt. Sie befindet sich südöstlich der Innenstadt und verbindet den Stadtteil Hochzoll mit Spickel-Herrenbach sowie dem übrigen Stadtgebiet westlich des Lechs. Nach dem Zweiten Weltkrieg wurde die Brücke aus Spannbeton neu aufgebaut. In den Jahren 1990/91 musste die marode gewordene Brücke erneut abgetragen und neu errichtet werden.

## Geschichte

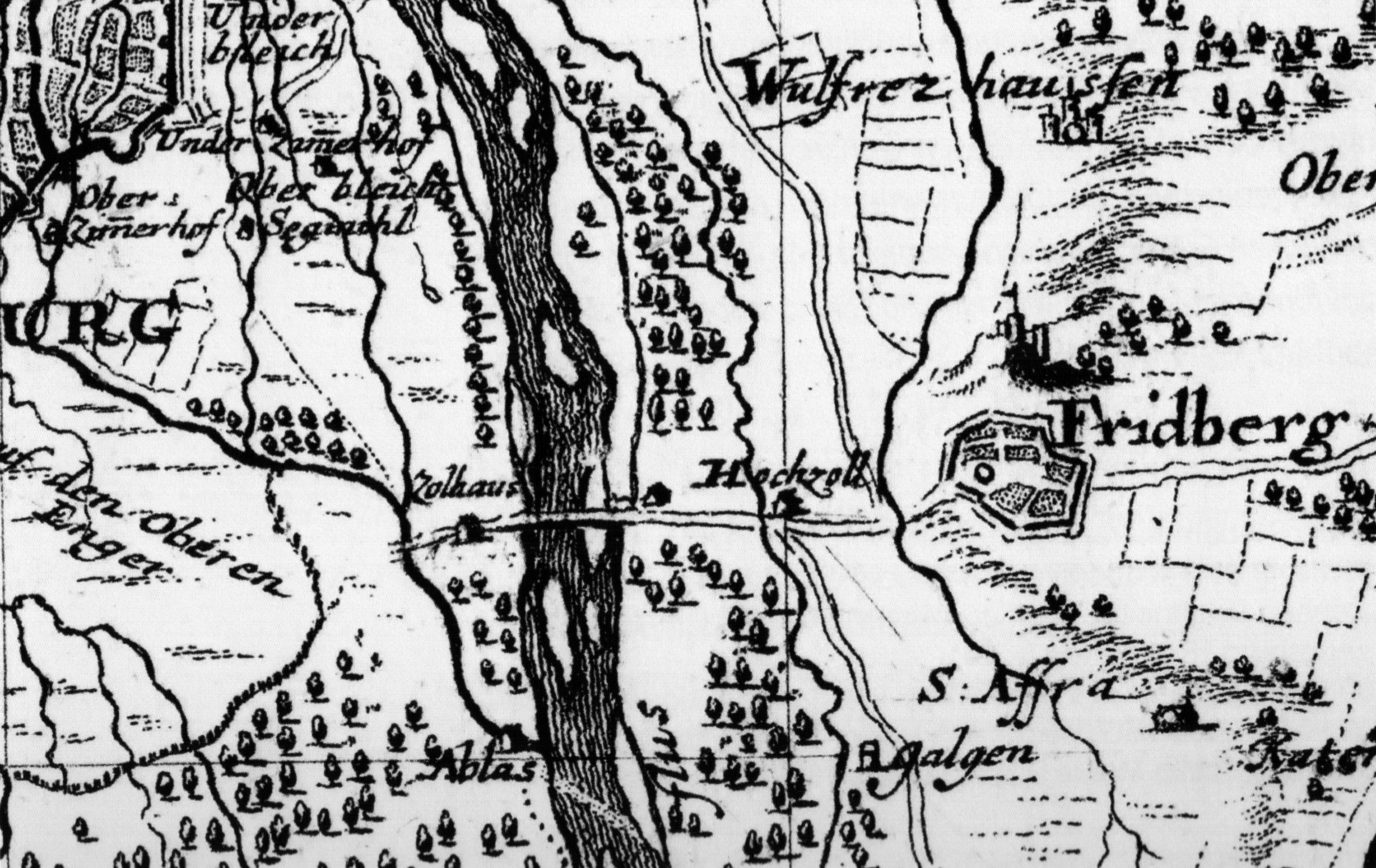
Hochzoller Lechbrücke um 1700

Urkundlich erwähnt wurde die erste Lechbrücke an dieser Stelle bereits im Jahr 1030. Zu diesem Zeitpunkt verband eine hölzerne Brücke (damals obere brugge genannt) die beiden Lechufer. Sie befand sich im Besitz des Ulrichsstiftes. Der Lech stellte die historische Grenze zwischen Augsburg und dem herzoglichen Bayern dar.
Da der Bau und Unterhalt der Brücke teuer war, wurde am westlichen (Augsburger) Ufer ein Zollhaus für die Brücke errichtet. Am östlichen (bayerischen) Ufer gab es wiederum für den Gebietsübertritt den Hochzoll zu entrichten; das dortige Zollhaus wurde namensgebend für das spätere Dorf Hochzoll, das heute ein Augsburger Stadtteil ist.
Die Lechbrücke wurde im Lauf der Geschichte viele Male zerstört und wieder aufgebaut. So wurde sie im Jahre 1639 (kriegsbedingt) ein Raub der Flammen. Nach ihrem Wiederaufbau ging sie bereits 1646 bei der Belagerung Augsburgs durch Franzosen und Schweden erneut in Flammen auf. Die zerstörte Brücke wurde 1796 im Auftrag des französischen Generals Moreau von Augsburger Zimmerleuten neu errichtet, im folgenden Jahr wiederum von französischen Truppen abgebrannt, in den Folgejahren gab es einen erneuten Wiederaufbau. 1800 beschädigte bayrisches Militär die Brücke schwer, was zu einer sofortigen Reparatur führte. Nur wenige Jahre später erfolgte die komplette Erneuerung der Brücke.
Bis zur Eingliederung in das Königreich Bayern im Jahr 1805/06 blieb das Zollrecht bestehen, anschließend wurde das Mautgebäude im Jahr 1835 abgebrochen. Den Namen „Afrabrücke“ hat die Brücke erhalten, da das Zollrecht für das Bauwerk in der Vergangenheit beim Benediktiner-Reichsstift St. Ulrich und Afra lag.
Kurz vor Ende des Zweiten Weltkrieges wurde die Brücke mit Straßenbahnwaggons verbarrikadiert, um den vorrückenden Truppen der US-Armee das Überqueren des Lechs zu erschweren. Gleichzeitig bereiteten Soldaten der Wehrmacht die Sprengung der Brücke vor. Zu der geplanten Sprengung kam es dann allerdings nicht mehr. Kurz nach der Kapitulation Augsburgs am 28. April 1945 beseitigten US-amerikanische Soldaten die Straßenbahnwaggons wieder von der Brücke.